# 匈牙利国家保安局

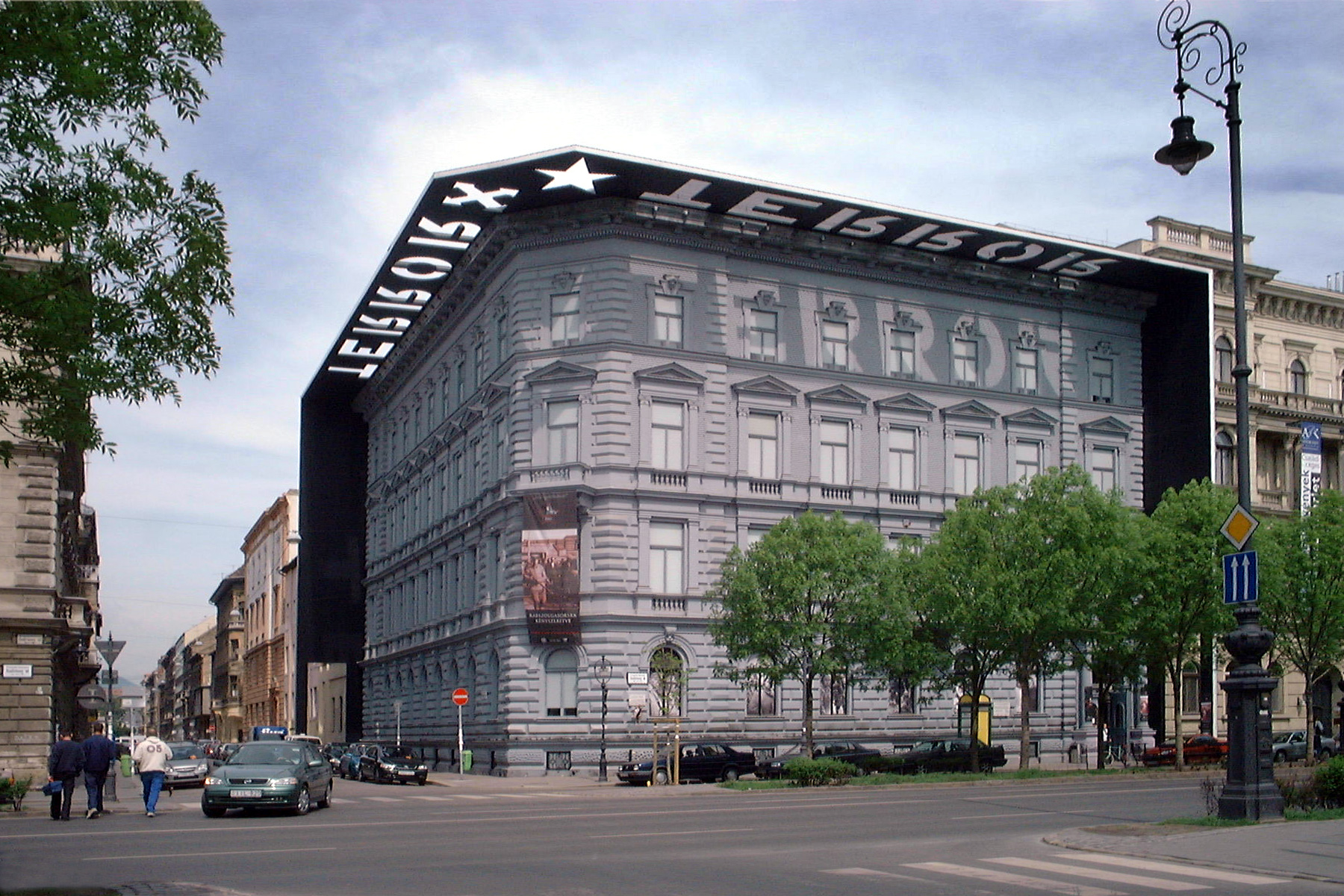
原国家保安局总部，现为恐怖之屋博物馆

匈牙利国家保安局（匈牙利語：Államvédelmi Hatóság (ÁVH)）是匈牙利人民共和国1945年至1956年期间的秘密警察机构，被认为是苏联秘密警察在国外的附庸，1948年匈牙利开始“清洗”运动开始后以残酷而知名。期间领导人为彼得·加博尔。1953年斯大林死后，新上任的总理纳吉开始控制该组织，并于1956年匈牙利革命期间将其解散。